# Браун, Роджер (художник)
Роджер Браун (англ. Roger Brown, полное имя James Roger Brown; 1941—1997) — американский художник, участник группы чикагских имажистов.

## Биография
Родился 10 декабря 1941 года в семье Джеймса и Мэри Элизабет Браун (James and Mary Elizabeth Brown) в городе Гамильтон, детство провёл в городе Опелика, штат Алабама. 
В юные годы проявил склонность к творчеству, что поощряли его родители. Роджер брал уроки рисования уже в школьные годы со второго по девятый класс и выиграл первый приз в общенациональном конкурсе плакатов в десятом классе. В 1960 году, после окончания школы, он покинул родной дом, не разрывая связь с родиной как в своих художественных работах, так и исследованиях. Продолжил образование в колледже David Lipscomb College (ныне Lipscomb University) в Нэшвилле, штат Теннесси. Осенью 1962 года Браун переехал в Чикаго, где посещал занятия в Американской академии художеств, а затем поступил в школу Художественного института Чикаго. Пробыв здесь короткое время, в 1963 году вернулся в Академию искусств, где в 1964 году завершил обучение по программе коммерческого дизайна. Затем Браун снова продолжил обучение в Чикагском художественном институте, проведя в нём 1965—1970 годы, сосредоточившись на изобразительном искусстве, что привело его к плодотворной карьере в течение следующих трех десятилетий. В 1968 году Роджер Браун получил степень бакалавра изящных искусств, а в 1970 году был удостоен степени магистра изобразительных искусств. 
Получив стипендию Edward L. Ryerson Traveling Fellowship, некоторое время путешествовал по Европе и Египту, где собирал разные предметы искусства. Собранные артефакты послужили важными исходными материалами для работы Брауна и его личной коллекции. Последующие путешествия были также источником вдохновения его творческой карьеры: он часто ездил по территории США, побывал в Мексике, Европе, России и Африке. Он стал известен как проницательный коллекционер; его чикагская коллекция хранится в школе Художественного института Чикаго.

## Творчество
Первая персональная выставка Брауна в чикагской галерее Phyllis Kind Gallery в 1971 году положила начало его более 25-летней работе в Чикаго и Нью-Йорке. Несмотря на то, что Браун был связан со школой чикагских имажистов на протяжении всей карьеры, его работы выходили за пределы границ этой школы. Под руководством куратора чикагских имажистов — Дона Баума, Браун участвовал в выставках этой группы в Художественном центре Гайд-парка с 1966 по 1971 год. Признание художника росло в 1970-х и 1980-х годах, он прославился тем, что оперативно реагировал на жизнь и события конца XX века. В дополнение к живописи и гравюре, он занимался также скульптурой, созданием театральных декораций и мозаичных фресок. Так в 1979 году он разработал комплект декораций в Чикагском оперном театре для постановки оперы Моцарта «Так поступают все». 
В 1991 году Браун создал из итальянского стекла две мозаичные фрески под названием «Arts and Sciences of the Ancient World: The Flight of Daedalus» и «Icarus and Arts and Sciences of the Modern World: La Salle Corridor with Holding Pattern», которые были установлены на фасаде и в вестибюле фирмы Ahmanson Commercial Development Company в Чикаго. Другой его крупной настенной росписью была «City of the Big Shoulders», созданная по заказу The Equitable для одного из зданий NBC в центре Чикаго. Следующая его мозаичная работа 1995 года, не имеющая названия, была посвящена африканскому захоронению, обнаруженному во время раскопок здания Ted Weiss Federal Building в Нью-Йорке — Национальный памятник «Африканский могильник». В сентябре 1997 года Роджером Брауном была создана монументальная мозаичная работа «Hull House, Cook County, Howard Brown: A Tradition of Helping», которую он посвятил чикагскому центру здоровья Howard Brown Health Center. 
Работы Роджера Брауна находятся во многих частных коллекциях и музеях США. Он был участником различных выставок с 1971 года и до конца своей жизни. После его смерти и по настоящее время проводятся мемориальные выставки художника.
Умер 22 ноября 1997 года в Атланте, штат Джорджия.

## Личная жизнь
Роджер Браун был геем. В 1972 году он познакомился с архитектором Джорджем Верондой (George Veronda, 1941—1984), у них сложились крепкие художественные и романтические отношения. В 1983 году у Веронды был диагностирован рак легких, и он умер в 1984 году. 
В 1988 году у Роджера Брауна был диагностирован ВИЧ и впоследствии он жил со СПИДом.  Темы, связанные с пандемией ВИЧ/СПИД, появились в его работах в этот период времени и продолжались на протяжении всей его карьеры. Несмотря на болезненные побочные эффекты от лекарств и периоды госпитализации, последние годы жизни Брауна были одними из самых плодотворных: в период с 1993 по 1997 год он написал более восьмидесяти картин, спланировал и выполнил ряд дизайнерских работ. Последнюю свою масштабную работу он выполнил для Howard Brown Health Center, предоставляющего медицинское обслуживание для членов ЛГБТ.
Браун посмертно был признан комитетом Chicago Commission on Human Relations Advisory Council on LGBT и введен в Чикагский зал славы ЛГБТ в 2004 году.
В течение жизни Роджер Браун жил в собственных домах в Чикаго (штат Иллинойс), Нью-Баффало (штат Мичиган, архитектор — Джордж Веронда), Ла Кончита (штат Калифорния) и Беула (штат Алабама, в 15 милях от его родного дома). Первые два дома в настоящее время принадлежат школе Художественного института в Чикаго. Дом и коллекцию в Калифорнии Браун завещал тоже школе Художественного института в Чикаго, впоследствии дом был продан. Последний дом в 1999 году он был открыт как Дом-музей Роджера Брауна.